# Susanne Klatten
Susanne Hanna Ursula Klatten (nascuda Quandt, el 28 d'abril de 1962 a Bad Homburg, Hessen) és una multimilionària i empresària alemanya, filla d'Herbert i Johanna Quandt, de qui va heretar les accions al gegant automobilístic BMW, i del fabricant de productes farmacèutics i químics Altana. Al gener de 2022, el seu patrimoni net s'estimava en 23.400 milions de dòlars, la qual cosa la situava com la dona més rica d'Alemanya i la 65a persona més rica del món, segons l'índex de multimilionaris de Bloomberg.

## Formació
Klatten va néixer a Bad Homburg, Alemanya Occidental. Després de llicenciar-se en finances d'empreses, va treballar a l'agència de publicitat Young & Rubicam, a Frankfurt, del 1981 al 1983. Després va fer un curs de màrqueting i gestió a la Universitat de Buckingham, i un MBA per l'IMD Business School de Lausana especialitzat en publicitat.
Va adquirir més experiència empresarial a Londres amb Dresdner Bank, la sucursal de Múnic de consultors de gestió McKinsey i el banc Bankhaus Reuschel & Co.
Sovint ha treballat sota el nom de Susanne Kant.

## Inversions
A la mort del seu pare, va heretar la seva participació del 50,1% al fabricant de productes farmacèutics i químics Altana. S'incorporà al consell de supervisió d'Altana i va contribuir a transformar-la en una corporació de classe mundial a la llista alemanya de les 30 empreses principals del DAX. El 2006, Altana AG va vendre les seves activitats farmacèutiques a Nycomed per 4.500 milions d'euros, conservant només el seu negoci de productes químics especials. Els 4.500 milions d'euros es van distribuir entre els accionistes com a dividend. Altana va mantenir la seva cotització en borsa i Klatten va continuar sent-ne l'accionista majoritària. El 2009 en va comprar gairebé totes les accions que encara no posseïa. Tant aquesta empresa com SKion, que són propietat total de Susanne Klatten, són accionistes de Landa Digital Printing amb un 46% des del 2018. Landa Digital Printing és una empresa de l'empresari i inventor israelià Benny Landa en el camp de la impressió digital i la nanotecnologia.
El seu pare també li va deixar una participació del 12,50% a BMW, que després de la mort de la seva mare, el 2015, va augmentar fins al 19,2%. Va ser nomenada per al consell de supervisió de BMW amb el seu germà Stefan Quandt el 1997.

## Vinculacions de la família
El documental guanyador del premi Hanns Joachim Friedrichs The Silence of the Quandts, de la cadena pública alemanya ARD, va descriure l'octubre de 2007 el paper de les empreses familiars Quandt durant la Segona Guerra Mundial. El passat nazi de la família no era ben conegut, però el documental el va revelar a un ampli sector de públic i va confrontar els Quandt amb l'ús de treballadors esclaus a les fàbriques de la família durant la Segona Guerra Mundial. Com a resultat, cinc dies després de la projecció, quatre membres de la família van anunciar, en nom de tots els Quandt, la seva intenció de finançar un projecte d'investigació en què un historiador examinaria les activitats de la família durant la dictadura d'Adolf Hitler.
L'estudi independent de 1.200 pàgines, investigat i compilat per l'historiador de Bonn Joachim Scholtyseck, que es va publicar el 2011, va concloure: "Els Quandt estaven vinculats inseparablement amb els crims dels nazis". A partir de l'any 2008, no s'ha permès cap indemnització, disculpes o fins i tot memorial al lloc d'una de les seves fàbriques. BMW no estava implicat en l'informe.

## Vida personal
La policia va impedir un intent de segrest a ella i la seva mare, Johanna Quandt, el 1978.
Susanne Klatten va conèixer Jan Klatten, que seria el seu marit, mentre feia pràctiques a BMW a Ratisbona, on treballava com a enginyer. Es van casar l'any 1990 a Kitzbühel i van viure a Múnic. Tenen tres fills. La parella es va separar el 2018.
És membre del Consell Universitari de la Universitat Tècnica de Múnic des de 2005. El 2007 li va ser atorgada el Bayerischer Verdienstorden, l'Orde del Mèrit de Baviera.
És una de les principals donants del partit polític de centredreta, la Unió Democràtica cristiana.